# ザミンウード駅
ザミンウード駅（ザミンウードえき、モンゴル語: Замын-Үүд）はモンゴル国南部の都市ザミンウードにあるモンゴル縦貫鉄道の駅である。中国との国境に位置し二連（エレン）駅に接続している。

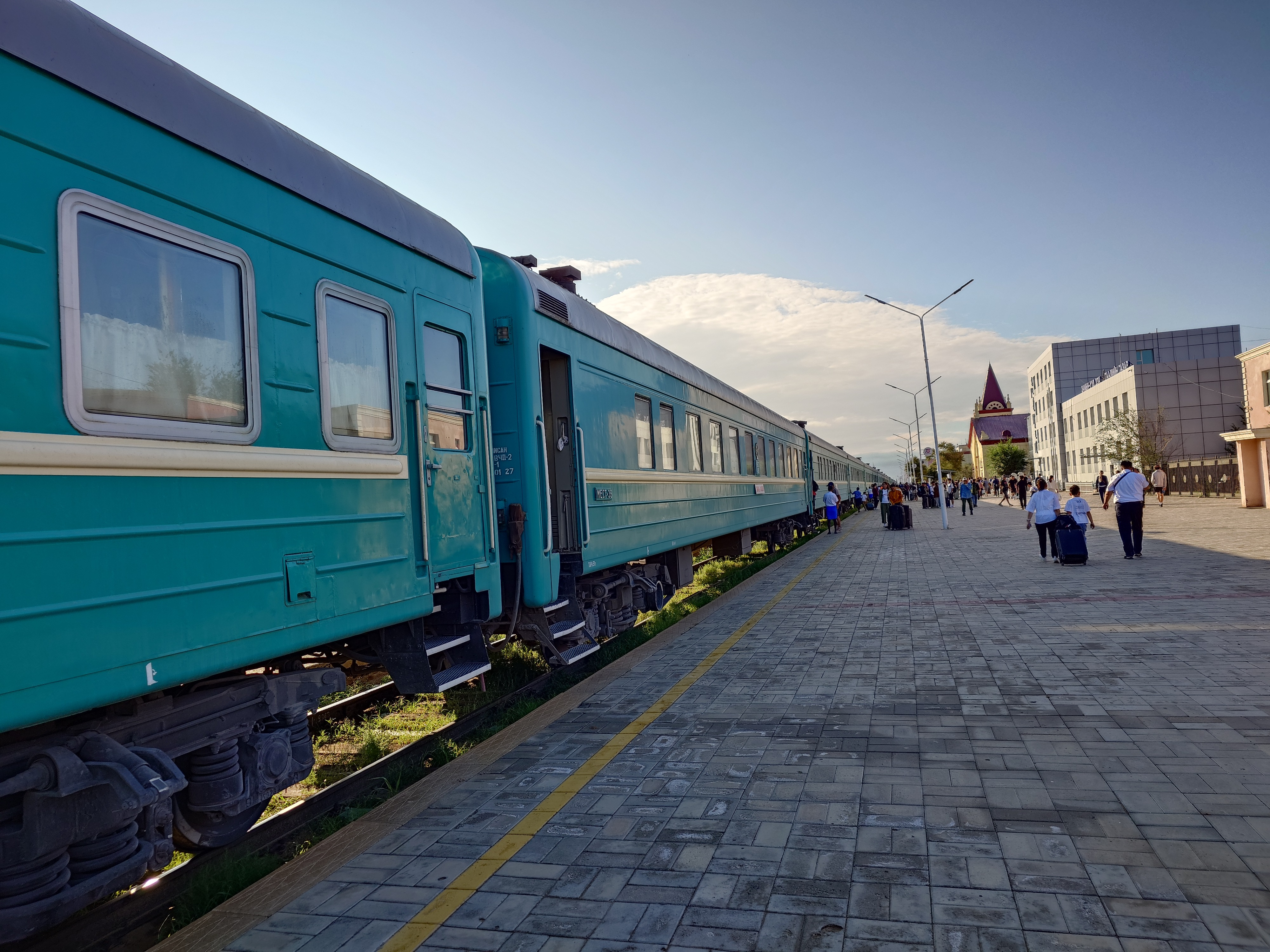
ザミンウード駅に到着したウランバートル発の寝台特急列車

１面１線構造、ただし貨物列車の待避線が数本ある。
座標: 北緯43度43分09秒 東経111度54分28秒 / 北緯43.71909度 東経111.90782度